# 许光园
许光园（1966年7月—）女，福建省永安市人，福建省永安市小陶镇五一村党支部书记、中共十九大代表。

## 生平
许光园是高中学历。2000年10月，许光园当选为五一村妇代会主任。当时村妇代会无经费、无阵地、无场所。2002年10月,许光园组织一批妇女承包了五一村40亩柑橘园，以每股100元入股，除分红及上缴村委会外，用盈余建起妇女儿童中心、露天舞台、篮球场等设施，节日举办村民自编自演的晚会。许光园还组织五一村留守妇女到小陶镇及企业从事非农务工，依托“双学双比”活动，聘技术人员进行专业培训，同时还自发成立妇女互助会。2006年加入中国共产党。
2009年7月，许光园当选五一村党支部书记，同时继续兼任五一村妇代会主任。她发挥中共党员的带头作用，发动妇代会、老人协会配合，共同做村民的思想工作，动员村民拆除旧房，规划建设新村点。在新村建设中，她自己虽没建新房，但她仍旧每天在建筑工地上与村民们同劳动。该村共拆除旧房61栋，兴建新房175户，新增耕地120亩。五一村也成了永安市、三明市和谐拆迁的典型。
2008年3月5日，纪念农村妇女“双学双比”活动20周年暨海西新农村百佳致富女能人表彰大会在五一村举行。中共福建省委常委、副省长陈桦，福建省政协、福建省妇联等领导，海西新农村百佳致富女能人代表出席会议。2011年11月5日，全国人大常委会副委员长、全国妇联主席陈至立一行来五一村考察。
2008年起，五一村先后被福建省妇联授予“先进妇代会”、“先进妇女之家”、“巾帼示范村”称号。2010年起，五一村先后被全国妇联授予“全国妇联基层组织建设示范村”、“全国三八红旗集体”称号。2007年起，许光园先后被三明市妇联评为“三八红旗手”，被福建省妇联评为先进妇代会主任，被全国妇联评为“全国妇联基层组织创先争优先进个人”。许光园任五一村党支部书记、五一村妇代会主任，八一片区妇联主席，福建省人大代表，全国妇女代表大会代表，2017年当选中共十九大代表。